# 中央通り (盛岡市)
| 国道455号標識 | 岩手県道1号標識 |

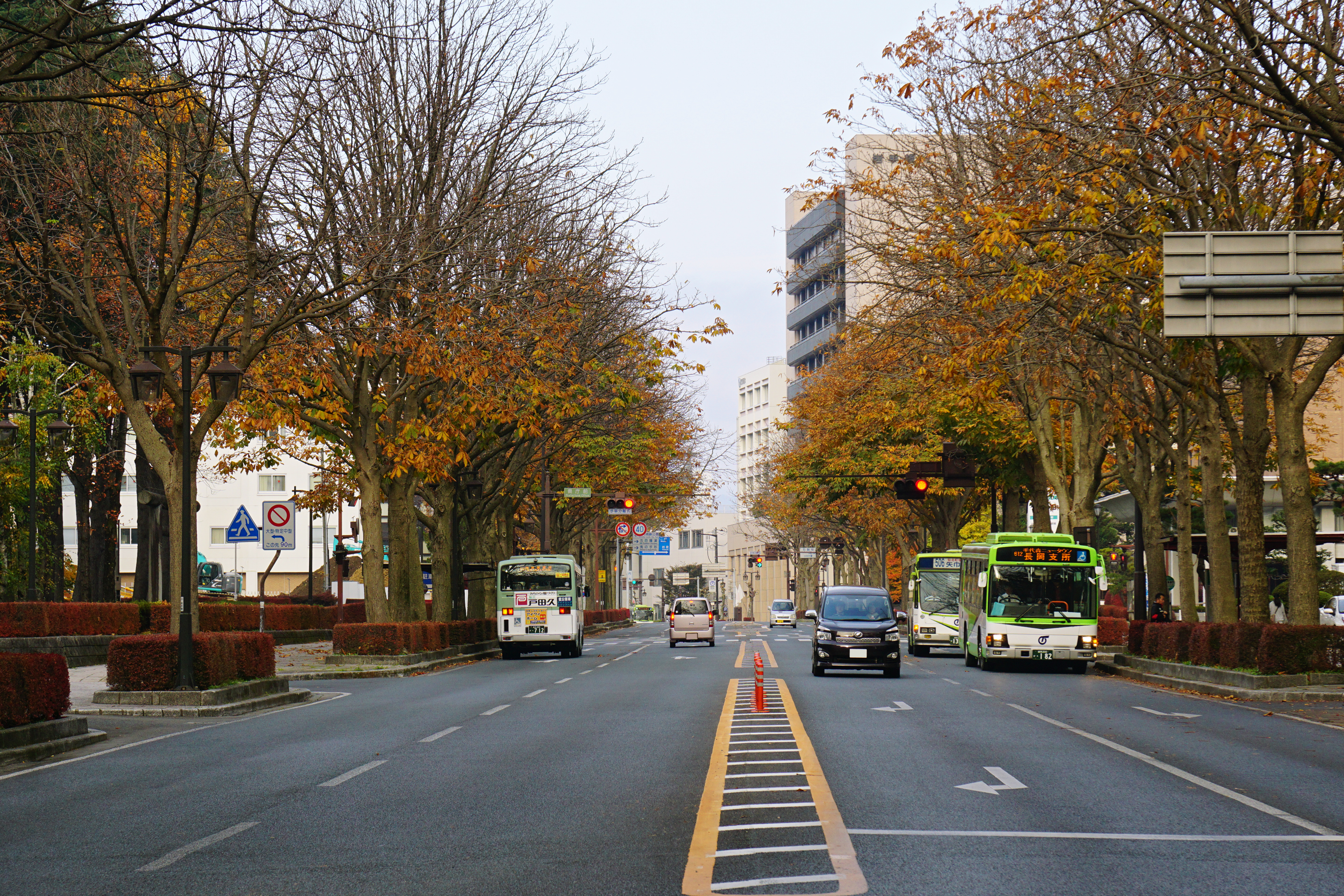
県庁前、車道

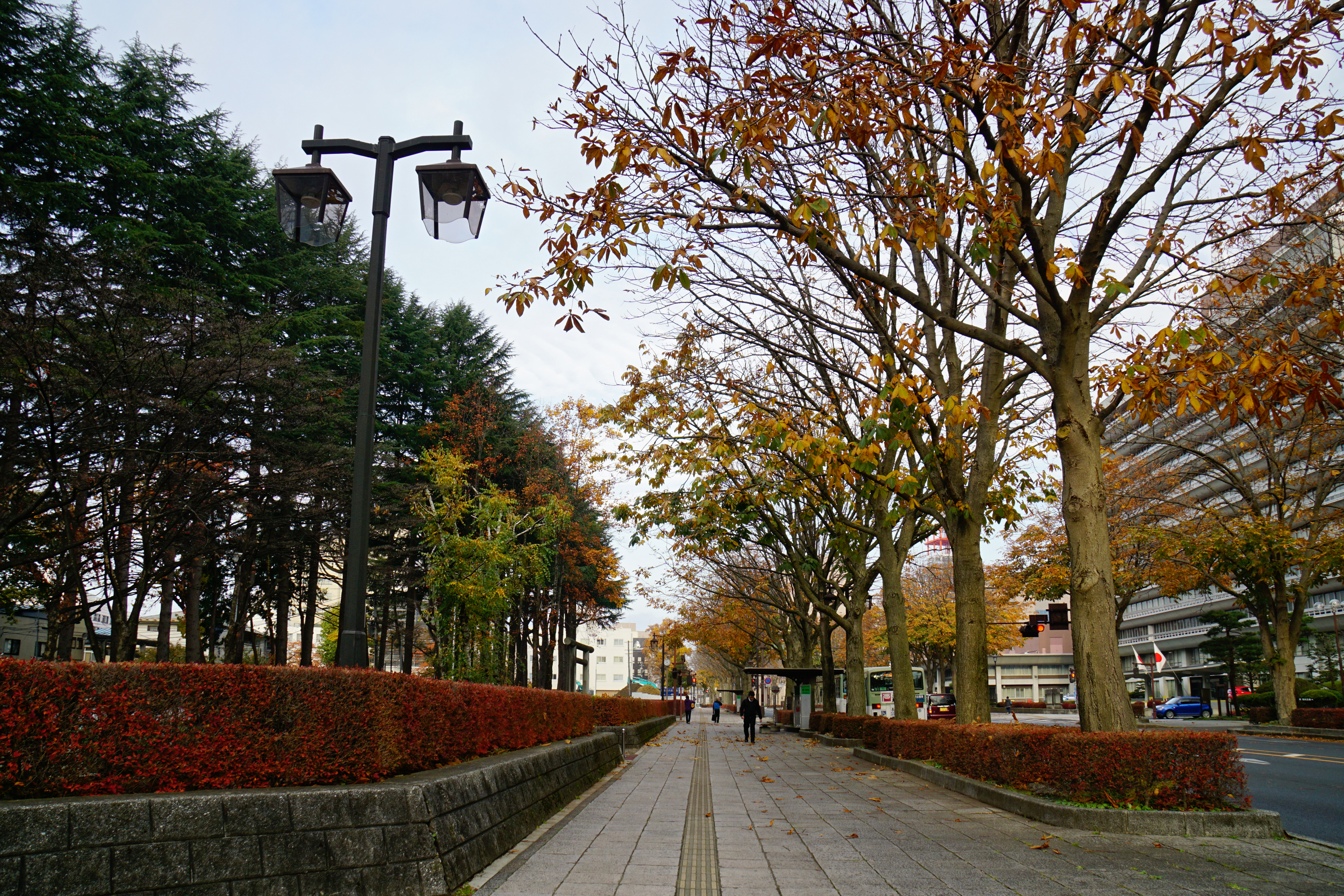
県庁前、歩道

中央通り（ちゅうおうどおり）は、岩手県盛岡市中心部のメインストリートである、国道455号（盛岡市役所前から盛岡地裁前までの区間）および岩手県道1号盛岡横手線（地裁前から梨木町までの区間）に与えられた通称である。また、このうち地裁前から長田町交差点手前までの沿道も中央通（ちゅうおうどおり）という地名を持つ。
沿道は盛岡地区合同庁舎、岩手県庁などの官公庁が集中する官庁街や銀行・大手主要企業の本店・支社などが多く連なるビジネス街で構成されている。

## 区間

### 起点
- 盛岡市内丸（盛岡市役所・盛岡東警察署前）

### 終点
- 盛岡市梨木町（盛岡市道北山梨木町線との交点）

## 管理者
- 岩手県県土整備部道路環境課

## 特徴
毎年8月1日から4日までは東北五大夏祭りの一つ「盛岡さんさ踊り」が市役所前丁字路から中央通り二丁目交差点（岩手県道2号盛岡停車場線、岩手県道132号上盛岡停車場線分岐点）間で開催される（この区間は排水性舗装に切替）。また夕顔瀬橋までの区間は2003年（平成15年）までに無電柱化（共同溝整備）と歩道消雪装置の整備が完了。冬場でも快適に歩けるようになった。朝夕は夕顔瀬橋から盛岡市役所前までの東行き（市役所方向）車線でバスレーン（路線バス・タクシー・ハイヤー以外通行禁止とする）規制を午前は7:30 - 9:00、午後は17:00 - 18:30の時間帯でそれぞれ実施している（以前は歩道側の車線がバスレーンであることを示す赤で舗装されていたが、排水性舗装切替と共に通常色へと戻されている）。また梨木町・中央通り二丁目交差点は朝夕のバスレーン規制実施時間帯において路線バス・タクシーが太田橋・盛岡駅方向からそれぞれ市役所方向へ右折する場合に限り、歩道寄り（左）車線からも右折できる。
なお本来は都市計画道路として梨木町を超え館向町（国道4号（盛岡バイパス）との交点）まで片側2車線で整備されるはずだったが、JR山田線の線路に阻まれていることと、地権者交渉の難航により、バイパスへの直接接続は絶望的である。